# Весела свадба
„Весела свадба” је југословенски и словеначки филм први пут приказан 11. маја 1984. године. Режирао га је Франце Штиглиц а сценарио је написао Бранко Шомен.

## Улоге
| Глумац           | Улога          |
| ---------------- | -------------- |
| Берт Сотлар      | Томпа          |
| Данило Бенедичич | стриц Стевек   |
| Полде Бибич      | стриц Марко    |
| Игор Самобор     | Мишко          |
| Дарја Москотевц  | Сарика         |
| Милена Мухич     | Сарикина мати  |
| Борис Каваца     | плебанус Клекл |
| Иванка Мезан     | Манка          |
| Звездана Млакар  | Магда          |
| Лојзе Розман     |                |